# Кметько, Лайош
Лайош Кметько (венг. Kmetykó Lajos), при рождении Людовит Кметько (словац. Ľudovít Kmeťko; 22 марта 1884, Арад — 4 января 1952, Будапешт) — венгерский гимнаст словацкого происхождения, серебряный призёр летних Олимпийских игр 1912 года. Чемпион Венгрии 1921 года.